# Città coloniale
La Ciudad Colonial (termine spagnolo per Città Coloniale) è il primo insediamento ancora esistente creato da Cristoforo Colombo e dagli altri esploratori spagnoli all'arrivo nel Nuovo Mondo. Si trova nella Repubblica Dominicana all'interno della città di Santo Domingo, ed è stato dichiarato patrimonio dell'umanità dall'UNESCO nel 1990.

## Storia

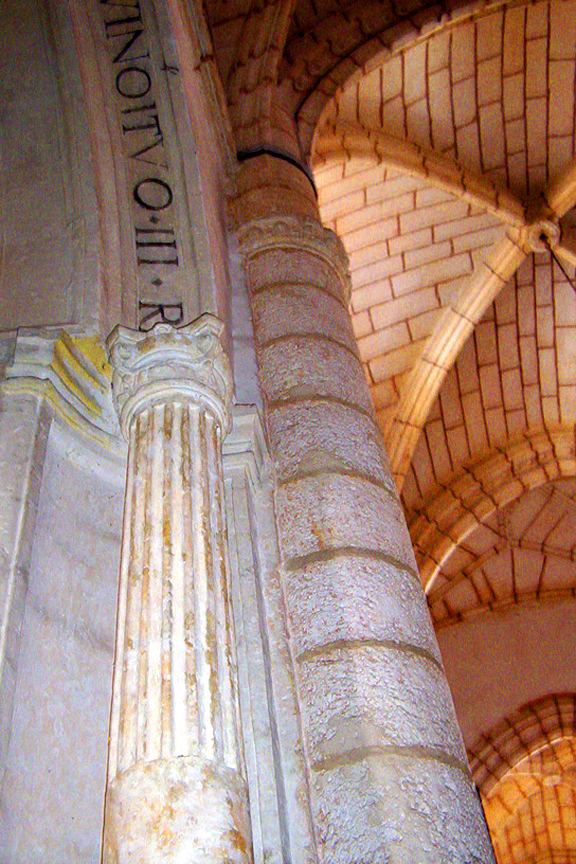
Vista dell'interno della Catedral Primada de América

La Ciudad Colonial, o più semplicemente “Zona Colonial”, è la parte originaria di Santo Domingo, nella Repubblica Dominicana, e la sua fondazione nel luogo attuale viene fatta risalire al 1502 ad opera di Nicolás de Ovando. Il distretto si trova sulla sponda occidentale della foce del fiume Ozama, il quale taglia in due la città e copre un'area di 5 chilometri quadrati. Viene considerata un'importante parte della città grazie all'alto numero di luoghi caratteristici tra cui il Castello di Colombo (Alcázar de Colón), la Fortezza Ozama (Fortaleza Ozama), e la Cattedrale di Santa Maria dell'Incarnazione, meglio conosciuta come Catedral Primada de America. La città venne circondata da alte mura difensive che si estendevano dal fiume Ozama a "La Puerta del Conde" (Porta di Conde), che rappresentava l'unica entrata all'hinterland, nonché il limite estremo della città fino al diciannovesimo secolo.
Gli spagnoli usarono questo insediamento come principale porto delle Americhe, e come punto di partenza per la conquista di terra. Nonostante gli spagnoli, con il tempo, spostarono l'attenzione sulle terre più estese come il Messico, Cuba ed altre regioni dell'America Latina, la Ciudad Colonial rimase un importante sito storico.

## L'attuale Ciudad Colonial
Il pavé di Calle de las Damas forma la strada più antica, risalente al 1502. Questa strada pedonale attraversa molte delle aree turistiche della città.
Vi sono due importanti distretti commerciali nella “Zona Colonial”, si tratta della “Calle del Conde” e della “Avenida Duarte”, entrambi ricchi di negozi e bar. L'Avenida Duarte è il centro commerciale locale, ed è tuttora soggetto ad un rinnovamento che punta a renderla più attraente per i turisti.
La Plaza de la Hispanidad, recentemente allargata e restaurata, è contornata da Las Atarazanas, piena di piccoli negozi e ristoranti. Quest'area fu uno dei primi centri commerciali delle Americhe, e rappresenta tuttora un fulcro della vita cittadina. L'Alcazar de Colón, che un tempo era il palazzo coloniale della famiglia Colombo, è ora diventato un museo che mostra finiture e decorazioni dell'epoca. Questo edificio venne costruito nel 1510.

## Luoghi turistici
La maggior parte dei luoghi turistici della Zona Colonial vennero costruiti durante il periodo coloniale spagnolo, ed alcuni di essi hanno urgente bisogno di riparazioni e manutenzione. (I nomi sono in spagnolo)
- Catedral Santa Maria la Menor (Primada de America)
- Puerta del Conde (Parque de la Independencia)
- Alcazar de Colón
- Fortaleza Ozama
- Parque de la Independencia
- Panteon Nacional
- Museo de las Casas Reales
- Royal Sundial
- Ruinas de San Francisco, Monasterio San Francisco
- La Iglesia de Nuestra Señora de la Altagracia
- Ruinas del Hospital San Nicolas de Bari
- La Casa de Bastidas
- Hostal Nicolás de Ovando

## Galleria d'immagini

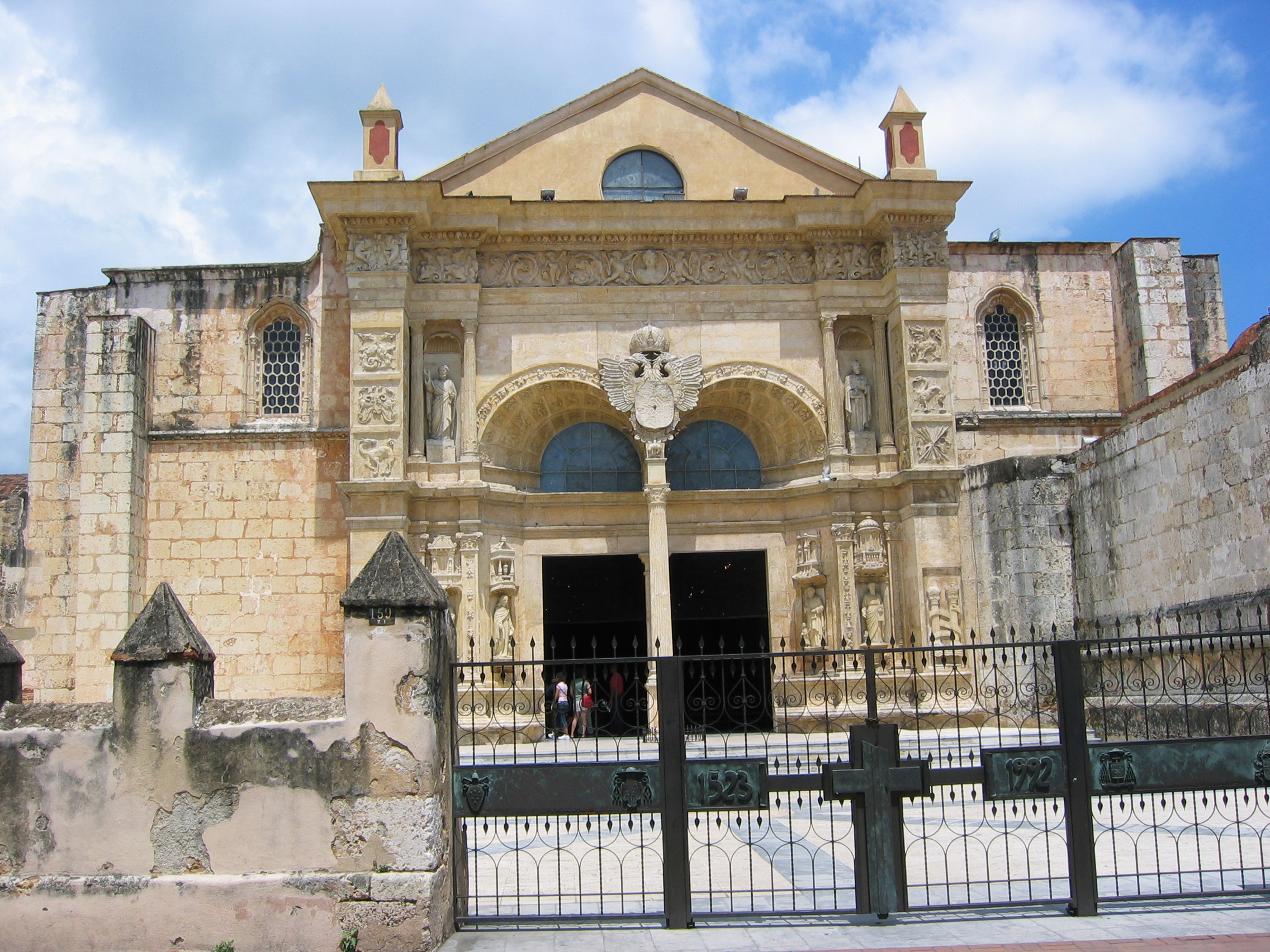
Cattedrale di Santa Maria La Menor
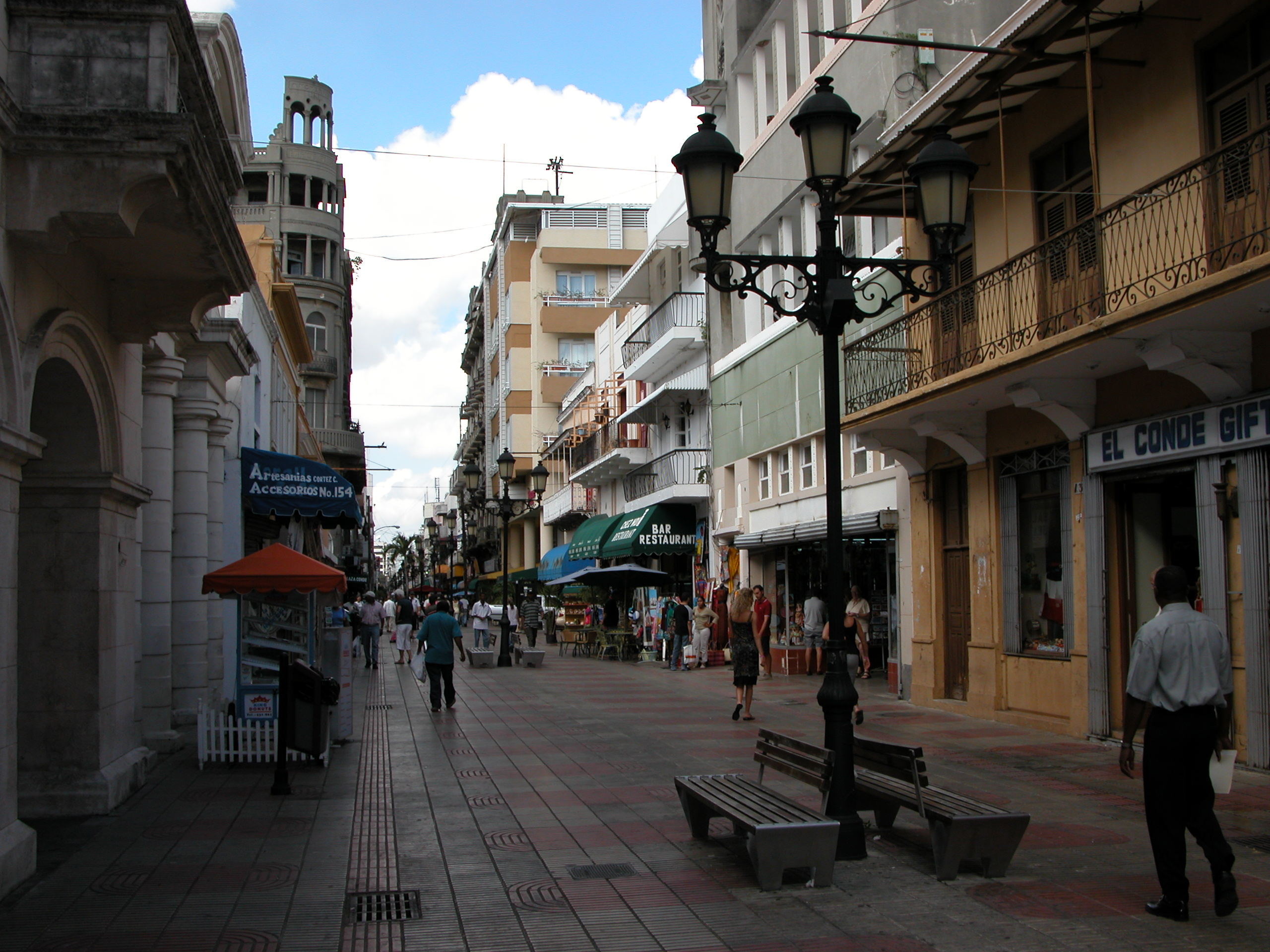
Calle El Conde